# Bruno Wilhelm Knopp
Bruno Wilhelm Knopp (* 5. Oktober 1912 in Paßbusch, Siebenbürgen, Österreich-Ungarn; † 30. Dezember 1992 in Nürnberg) war ein deutscher Jurist, Volkswirtschaftler, Politiker und Publizist.

## Leben
Knopp wurde als achtes Kind der Pfarrfamilie von Paßbusch in Nordsiebenbürgen geboren und wuchs später in Botsch auf dem Bauernhof seiner Mutter auf. Nach einem Studium der Rechtswissenschaften an der Universität Klausenburg promovierte Knopp zum Dr. rer. pol. mit der Dissertation „Die sozialpolitische Funktion der Verbrauchssteuer“ und zum Dr. jur. mit einer Doktorarbeit über „Die Adoption (Annahme an Kindesstatt)“.
Erste Erfolge verzeichnete er 1944/45, als die Rote Armee in Rumänien einmarschierte und die Diskriminierung der bis dahin freien Siebenbürger Sachsen begann. Entsprechend dem Wahlspruch in seiner Anwaltskanzlei in Kronstadt „Dem Starken Trutz – dem Schwachen Schutz: – so wird’s hier gehalten – Gott mög’ es walten“, hatte sich Knopp bereits in jungen Jahren unter anderem dadurch ausgezeichnet, dass er in der NS-Zeit einen jüdischen Kollegen in Schutz nahm. Das brachte ihn einerseits in große Schwierigkeiten bei den lokalen Machthabern. Andererseits wurde er deshalb 1944 von den letzten demokratisch gewählten Vertretern der deutschen Minderheit in Rumänien beauftragt, eine Denkschrift an die Alliierten zu verfassen, um die Interessen der Siebenbürger Sachsen wahrzunehmen. Das dadurch, in einer Zusammenarbeit mit Prof. O. Wittstock, entstandene „Memorium“ an die Botschaften der Vereinigten Staaten, Großbritanniens und Frankreichs trug wesentlich dazu bei, dass die Siebenbürger Sachsen und Banater Schwaben, im Unterschied zu allen übrigen südostdeutschen Volksgruppen – in einem gewissen Maße ausgenommen der in Ungarn –, nicht zwangsausgesiedelt wurden und ihr deutschsprachiges Unterrichtswesen behalten durften.
Seinen Beruf durfte Knopp, wie seine übrigen deutschsprachigen Anwaltskollegen, nach dem Zweiten Weltkrieg im Zuge der zunehmenden Diskriminierung von Deutschen und Akademikern im Kommunismus nicht mehr ausüben. Trotzdem half er vielen Landsleuten aufgrund des Häuserrückgabe-Dekrets von 1954, ihr Eigentum an Immobilien wenigstens teilweise vom rumänischen kommunistischen Regime zurückzuerhalten.
Knopp verlieh in Versammlungen und Korrespondenzen seiner Überzeugung Ausdruck, dass die kleineren Völker Ostmitteleuropas samt ihren nationalen Minderheiten, in einem größeren europäischen Staatenbund bessere Entfaltungsmöglichkeiten haben, als in den Nationalstaaten, die ab 1918 als Nachfolgestaaten von Österreich-Ungarn entstanden. Ihm schwebte eine Art „Vereinigte Staaten von Mitteleuropa“ vor, in denen unterschiedliche Ethnien gleichberechtigt mit- und nebeneinander leben können. Doch Ceaușescu strebte unter der Losung, dass die Maschinen nur eine Sprache brauchten, das Gegenteil an. Deshalb wurden Industrie-, aber auch sonstige Fachlyzeen nur noch mit rumänischer Unterrichtssprache gegründet.
1963 wurde Knopp wegen angeblicher Verschwörung gegen das kommunistische Regime zu einer 20-jährigen Haftstrafe verurteilt. Das Beweismaterial kam dadurch zustande, dass seine Briefe geöffnet wurden und sein Anwesen rund um die Uhr observiert wurde. Eine seiner damals strafbaren Ideen war neben seiner antikommunistischen Überzeugung, dass sich Rumänien von der kommunistischen Zentrale in Moskau distanzieren solle. Schon ein Jahr später sollten Gheorghe Gheorghiu-Dej und später Ceaușescu diese Distanzierung tatsächlich einleiten. Wohl deshalb wurde ihm 1964 die restliche Haft vorzeitig erlassen.
In den folgenden Jahren begann sich der Trend abzuzeichnen, dass viele Siebenbürger unter Verzicht auf ihr Hab und Gut lieber emigrieren wollten, als weiterhin der rumänischen Diskriminierung ausgesetzt zu sein. Die kontinuierliche Unterdrückung führte nach der Wende zwischen 1990 und 1992 zu einer Massenauswanderung in die Bundesrepublik Deutschland. Um dem kommunistischen Druck entgegenzuwirken, versuchte Knopp nach seiner Haftentlassung weiterhin, den Siebenbürger Sachsen annehmbare Lebensverhältnisse durch mehr Gleichberechtigung zu schaffen. Unter anderem besuchte er im Rahmen dieser Ansätze Anfang der 1970er Jahre die Bundesrepublik Deutschland. Dort sicherten ihm einige politische Vertreter der Siebenbürger Sachsen eine Unterstützung seiner Bemühungen zu. Durch die Aufnahme von diplomatischen Beziehungen zwischen Bonn und Bukarest im Jahre 1967 hatten diese inzwischen größere Einflussmöglichkeiten auf Ceaușescu erhalten. Dadurch ermutigt, wurde er nach seiner Rückkehr 1971 bei Constantin Vlad, einem Sonderbeauftragten für Minderheitenprobleme im Zentralkomitee der Kommunistischen Partei Rumäniens, vorstellig, aber nach dieser Audienz sofort inhaftiert. Inzwischen hatte sich die politische Konstellation erneut geändert. Zum einen wurde Ceaușescu nach seiner prowestlichen Phase gegenüber der deutschen Minderheit wieder zunehmend unterdrückend. Zum anderen bekam Rumänien aus der Bundesrepublik mehr Geld für jeden emigrierten Deutschen als es durch deutsche Wirtschaftshilfen im Gegenzug für mehr Rechte je hätte erhalten können. Nach viermonatiger Haft wurde Knopp gegen sein Versprechen, sofort in die Bundesrepublik Deutschland auszusiedeln, entlassen.
Nach der 1972 erfolgten Aussiedlung gründete Knopp in der Bundesrepublik den „Bund der heimattreuen Siebenbürger Sachsen und Banater Schwaben“. Dieser hatte sich zum Ziel gesetzt, das Leben dieser beiden Ethnien in Rumänien zu erleichtern, um ihnen ein menschenwürdiges Dortbleiben zu ermöglichen. Die zunehmende Emigrierung gegen Kopfgeld sah Knopp als Bedrohung des Gruppenbestandes der zwei Volksstämme an. Allzuleicht könnten sie seiner Meinung nach in ihrer Existenz als ethnische Gruppen gefährdet werden. Es begann sich nämlich schon damals eine Entwicklung abzuzeichnen, in deren Verlauf man sie, die jahrhundertelang in geschlossenen Siedlungsräumen gelebt hatten, in Familien und Einzelschicksale aufsplittern würde. Heute findet man sie über Deutschland, Österreich, die USA, Kanada und andere Länder verteilt. Knopp monierte, dass dabei die ihre demokratisch gewählten Volksvertreter übergangen wurden. Wenngleich Knopps Vision von einem Vielvölkerstaat, in dem alle Komponenten gleichberechtigt wären, sich nicht ganz realisieren ließ, konnte er doch vielen Landsleuten das Leben in Rumänien erträglicher machen.
Als Sprecher des genannten Bundes veröffentlichte Knopp Anfang der 1980er Jahre darüber hinaus seine Vorschläge, „wie die Beschuldigung der Bundesregierung seitens der kommunistischen Staaten zurückzuweisen sei, dass sie durch Abwerbung und Aufsaugung der Deutschen Volksgruppen Sudosteuropas an diesen ein Genozid verübe.“
Knopp war ein großer Bewunderer des Judentums. Ergebnisse seiner dieses belegenden Studien sind in seinem „Unterwegs zum Dritten Testament“, Nürnberg 1992, 157 Seiten, im Anhang ein Schriftenverzeichnis mit Kurzbeschreibungen (MS Gundelsheim), niedergelegt. Weitere Beiträge zur Ausbildung eines korrekteren Bildes über die Geschichte des östlichen Mitteleuropa finden sich in den Aufsätzen, die er in der „Halbjahresschrift für südosteuropäische Geschichte, Literatur und Politik“ (HJS) veröffentlichte, der Zeitschrift des Arbeitskreises für Geschichte und Kultur in Ostmittel- und Südosteuropa e. V. (AGK). Knopp war einer von dessen Gründungsmitgliedern (1989). Eine Kurzbesprechung des oben genannten Buches findet sich unter dem Titel „Bruno Wilhelm Knopp: Unterwegs zum Dritten Testament“ in der HJS 4(1), 1992.

## Werke
- Das Vermächtnis des Generalstabschefs. A. Arz von Straussenburg. Die geistigen, politischen und religiös-sittlichen Grundlagen eines Vielvölkerstaates. Verlag des Herausgebers, Nürnberg 1975, ISBN 3-928389-07-6
- Im Dienst der Völkerverständigung in Mitteleuropa, Sersheim 1989, Hartmann Verlag, ISBN 3-925921-04-4.